# Donnell Woolford
Donnell Woolford (Baltimora, 6 gennaio 1966) è un ex giocatore di football americano statunitense che ha giocato nel ruolo di cornerback nella National Football League (NFL).
Al college giocò a football a Clemson

## Carriera professionistica
Woolford fu scelto come 11º assoluto nel Draft NFL 1989 dai Chicago Bears. Vi giocò fino al 1997, venendo convocato per il Pro Bowl nel 1993. I suoi 32 intercetti furono un record di franchigia per un cornerback finché non furono superati da Charles Tillman, che tuttavia li fece registrare in 18 gare in più di Woolford. Le ultime stagioni della carriera le passò con i Pittsburgh Steelers dal 1997 al 1998 e con i Carolina Panthers dal 1998 al 1999.

## Palmarès
- Convocazioni al Pro Bowl: 1

1993
- All-Pro: 1

1994

## Statistiche
| Intercetti | 36 |